# Långtjärnet (Boda socken, Värmland)
Långtjärnet är en sjö i Kils kommun i Värmland och ingår i Göta älvs huvudavrinningsområde.